# 埃丁松·卡瓦尼
埃丁松·罗伯托·卡瓦尼·戈麦斯（西班牙語：Edinson Roberto Cavani Gómez，發音：[ˈeðinsoŋ kaˈβani]；1987年2月14日—）是乌拉圭職業，司职前鋒，现效力于阿根廷足球甲级联赛球队小保加。

## 俱乐部生涯
埃丁森·卡瓦尼绰号 “斗牛士”（西班牙語：El Matador）。1987年出生於烏拉圭西北部的薩爾托省。他于12岁的时候移居首都蒙得维的亚，然后加入了当地球会多瑙河足球俱乐部的青训营，2006年进入俱乐部的一线队，他在第一个赛季就攻入9球並入选最佳阵容。
2007年1月，卡瓦尼入選烏拉圭青年代表隊，出戰南美洲青年锦标赛，在9场比赛里打进7球，協助乌拉圭队赢得了本次杯赛的第三名，並獲得同年U-20世界盃的入場券。卡瓦尼的优异表现更引来了诸如尤文图斯和AC米兰这样的豪门俱乐部的目光。不过在同月29日巴勒莫班主毛里奇奥·森柏連尼（Maurizio Zamparini）宣布抢先签下了这位乌拉圭天才射手。31日，俱乐部官方声明完成了这项交易，卡雲尼從此踏上歐洲賽場的征途。

### 巴勒莫
卡瓦尼的欧洲首演是2007年3月11日巴勒莫主场对阵佛罗伦萨的联赛。在第55分钟本队0-1落后时，卡瓦尼打进了一粒令人印象深刻的进球，當時對方防守球員在禁區內頭球解圍不遠，在禁區右角邊外的卡雲尼球不著地抽射，皮球直飛球門上角，守門員鞭長莫及。这球甚至让人联想到了荷蘭名將范巴斯滕在1988年欧洲冠军杯决赛里打进的那个经典入球。而在意甲的第二个赛季，卡瓦尼就同原来的主力中锋和法布里齐奥·米科利争夺主力位置。
2008年夏天，随着阿毛里转投尤文图斯，卡瓦尼开始与前尤文图斯前锋米科利搭档锋线，经过两个赛季虽然俱乐部频繁更换主教练，但是这对前锋组合一直是他们的首选。2010年4月，俱乐部与卡瓦尼续约到2014年夏天。
2010年6月28日，赞帕里尼称俱乐部接到了来自英超强队托定咸熱刺的报价，求購卡瓦尼以及丹麦中卫，赞帕里尼表示如果托特納姆能开价3,500万欧元把两人打包购买的话他将会答应这笔生意。 不过热刺方面见对方狮子大开口于是很快就叫停了这桩转会。7月17日卡瓦尼被出售给了意甲另一家球会那不勒斯，签约五年。

### 那不勒斯
2010年卡瓦尼加盟那不勒斯後穿上7號球衣；連續三個賽季出場數和總進球分別都超過40場和30球，成為球隊的攻擊主力。
2012-13賽季，卡雲尼以29球領銜意甲射手榜，以場均0.85球的入球效率排名全歐洲第四，僅次於基斯坦奴·朗拿度、拉达梅尔·法尔考和，成為球队获得意甲亚军的头号功臣。那不勒斯对卡瓦尼标价高达6,300万欧元，卡瓦尼因此成為歐洲市場上最炙手可熱的射手。

### 巴黎圣日耳曼
2013年6月13日，卡瓦尼加盟法国球队巴黎聖日耳門，合约为期五年。转会费大约6,400万欧元。这是历史上第五高的身价，打破了这个夏季之前由拉达梅尔·法尔考创造的6,000万欧元法国转会记录。卡雲尼穿起9號球衣。
在巴黎期間，傳出卡瓦尼與瑞典隊友兹拉坦·伊布拉希莫维奇不和，原因為兩人爭奪中鋒位置互不相讓，卡瓦尼迫於無奈需長期擔任邊鋒。伊巴謙莫域後來的洛杉磯銀河隊友米高·斯安尼（Michaël Ciani）在訪問中向RMC體育透露，伊巴謙莫域曾向他表示自己球員生涯中只曾討厭過三四位隊友，而卡瓦尼便是其一。
雖然如此，二人共事鋒線的三年間仍然協助球隊取下聯賽三連霸。伊巴謙莫域於2016-17賽季前離隊，卡瓦尼取得夢寐以求的中鋒位置。在當季的歐洲冠軍聯賽十六強對陣西班牙巴塞隆拿時，在首回合主場大勝4-0的優勢下，在次回合雖然憑著卡瓦尼的一記勁射取得作客入球，但巴黎聖日耳門最終仍被巴塞隆拿反勝6-1奇蹟絕殺。2017-18球季，巴黎聖日耳曼分別購入巴西前鋒和租借法國邊鋒，組成攻力強大的「CNM」鋒線。但卡雲尼和尼馬二人曾因在場上爭奪點球的主射資格而傳出不和。
2018年1月27日，卡瓦尼在11分鐘打進1球，助巴黎聖日耳門於聯賽終場4-0戰勝蒙彼利埃，這個入球也讓他打破由前隊友伊巴謙莫域保持的156球隊史紀錄，以157球躍居隊史進球王（後來該記錄被姆巴佩打破）。
2020年4月，隨著冠狀病毒在法國肆虐，法甲提早完結，巴黎聖日耳門以12分優勢領先，宣佈奪得法甲冠軍。6月，球隊總監表示卡瓦尼將在8月歐聯賽期完結後約滿離隊。

### 曼聯
2020年10月5日轉會死線當天，英超球隊曼聯宣布卡瓦尼以自由身來投，並穿上曼聯的傳奇號碼7號球衣。
2020年11月7日，卡瓦尼在球隊對上艾佛頓的比賽踢進了在曼聯第一個進球，協助曼聯以3-1勝出。同月29日，他在對的賽事射入兩球，其中包括補時絕殺的一球，協助球隊反勝。
2021年，2020–21年歐霸盃卡瓦尼於四強賽兩回合共進4球，是幫助球隊前進歐霸決賽的功臣。他更在決賽踢進了關鍵的追平分，然而曼聯最後在PK戰中落敗。
總體而言，他在曼聯的第一季因為年紀問題和多次的小傷勢導致出賽時間不長，但他在場上的時間效率極高（平均每95分鐘他就能提供一次得分或助攻），也是多次關鍵時刻穩定軍心的老將。
2021-2022球季，由於球會傳奇C朗拿度回歸，卡雲尼改穿21號球衣。

### 巴伦西亚
2022年8月29日，西甲球队巴伦西亚宣布卡瓦尼加盟，合約為期兩年。

## 国家队生涯
卡瓦尼在2007年1月入选了乌拉圭U20国家队，参加了当年举行的南美洲青年足球锦标赛，卡瓦尼在9场比赛里打进7球令其大放异彩，乌拉圭队则赢得了本次杯赛的第三名，並獲得2007年國際足協U-20世界盃入場券。
2008年2月6日，卡瓦尼首次入选成年国家队，而成年国家队首演2-2打平哥伦比亚的比赛裡，他就打进了一球。
2018年3月，卡瓦尼幫助烏拉圭在中國杯先後2-0戰勝捷克、1-0戰勝威爾士奪冠。兩場比賽卡瓦尼都取得進球，其中在烏拉圭對陣捷克的比賽中更是打進了一粒倒鉤進球。
2018年6月25日，在俄羅斯世界杯小組賽最後一輪烏拉圭對陣俄羅斯的比賽中，卡瓦尼終場前打進一球，幫助烏拉圭3-0取勝。
2018年7月1日，在世界杯十六強決賽烏拉圭對陣葡萄牙的比賽中，卡瓦尼3腳射門打進2球，梅開二度的同時幫助烏拉圭2-1取勝晉級八強，但在第71分鐘卡瓦尼因為左小腿不適，被克里斯提亞諾·羅納度攙扶下場。八強賽對陣法國的比賽，卡瓦尼因為傷勢未完全痊癒而只能坐在替補席觀戰，最終缺少了卡瓦尼的烏拉圭0-2不敵法國，止步八強。整屆世界杯，卡瓦尼代表球隊出場4次，打進3球 。
2024年5月30日，卡瓦尼宣布退出國家隊。

## 技術特點
卡瓦尼是全能型前鋒，除了能扛在最前端擔任中鋒以外亦能客串邊鋒，速度、技術、走位、身體質素、頭球與射術都有上乘水準，被譽為現代型前鋒、世界上前場的巨星之一；最難得的是卡瓦尼的防守跑動相當積極，以前鋒來說他的防守態度是數一數二的勤奮。
由於他在球門面前冷靜沉著，因此意大利球迷給予他“鬥牛士”（西班牙語：El Matador）的外號。

## 个人
卡瓦尼的同母异父哥哥瓦尔特·古格里埃尔姆奥内（古利）也是一名足球运动员，曾效力于中国足球甲级联赛球队北京理工大学。

## 生涯數據

### 俱樂部
最後更新：2021年5月26日
| 俱樂部         | 賽季      | 聯賽     | 聯賽 | 聯賽 | 國家盃賽 | 國家盃賽 | 聯盟盃賽 | 聯盟盃賽 | 洲際賽 | 洲際賽 | 其他 | 其他 | 總計 | 總計 |
| 俱樂部         | 賽季      | 層級     | 出賽 | 進球 | 出賽     | 進球     | 出賽     | 進球     | 出賽   | 進球   | 出賽 | 進球 | 出賽 | 進球 |
| -------------- | --------- | -------- | ---- | ---- | -------- | -------- | -------- | -------- | ------ | ------ | ---- | ---- | ---- | ---- |
| 多瑙河         | 2005–06   | 烏甲     | 10   | 4    | 5        | 3        | —        | —        | —      | —      | —    | —    | 15   | 7    |
| 多瑙河         | 2006–07   | 烏甲     | 15   | 5    | —        | —        | —        | —        | —      | —      | —    | —    | 15   | 5    |
| 多瑙河         | 總計      | 總計     | 25   | 9    | 5        | 3        | 0        | 0        | 0      | 0      | 0    | 0    | 30   | 12   |
| 巴勒摩         | 2006–07   | 義甲     | 7    | 2    | —        | —        | —        | —        | —      | —      | —    | —    | 7    | 2    |
| 巴勒摩         | 2007–08   | 義甲     | 33   | 5    | 2        | 0        | —        | —        | 2      | 0      | —    | —    | 37   | 5    |
| 巴勒摩         | 2008–09   | 義甲     | 35   | 14   | 1        | 1        | —        | —        | —      | —      | —    | —    | 36   | 15   |
| 巴勒摩         | 2009–2010 | 義甲     | 34   | 13   | 3        | 2        | —        | —        | —      | —      | —    | —    | 37   | 15   |
| 巴勒摩         | 總計      | 總計     | 109  | 34   | 6        | 3        | 0        | 0        | 2      | 0      | 0    | 0    | 117  | 37   |
| 拿坡里（租借） | 2010–11   | 義甲     | 35   | 26   | 2        | 0        | —        | —        | 10     | 7      | —    | —    | 47   | 33   |
| 拿坡里         | 2011–12   | 義甲     | 35   | 23   | 5        | 5        | —        | —        | 8      | 5      | —    | —    | 48   | 33   |
| 拿坡里         | 2012–13   | 義甲     | 34   | 29   | 1        | 1        | —        | —        | 7      | 7      | 1    | 1    | 43   | 38   |
| 拿坡里         | 總計      | 總計     | 104  | 78   | 8        | 6        | 0        | 0        | 25     | 19     | 1    | 1    | 138  | 104  |
| 巴黎聖日耳曼   | 2013–14   | 法甲     | 30   | 16   | 2        | 1        | 3        | 4        | 8      | 4      | 0    | 0    | 43   | 25   |
| 巴黎聖日耳曼   | 2014–15   | 法甲     | 35   | 18   | 4        | 4        | 3        | 3        | 10     | 6      | 1    | 0    | 53   | 31   |
| 巴黎聖日耳曼   | 2015–16   | 法甲     | 32   | 19   | 5        | 2        | 4        | 1        | 10     | 2      | 1    | 1    | 52   | 25   |
| 巴黎聖日耳曼   | 2016–17   | 法甲     | 36   | 35   | 3        | 2        | 3        | 4        | 8      | 8      | 0    | 0    | 50   | 49   |
| 巴黎聖日耳曼   | 2017–18   | 法甲     | 32   | 28   | 5        | 3        | 2        | 2        | 8      | 7      | 1    | 0    | 48   | 40   |
| 巴黎聖日耳曼   | 2018–19   | 法甲     | 21   | 18   | 3        | 2        | 2        | 1        | 7      | 2      | 0    | 0    | 33   | 23   |
| 巴黎聖日耳曼   | 2019–2020 | 法甲     | 14   | 4    | 2        | 2        | 2        | 0        | 3      | 1      | 1    | 0    | 22   | 7    |
| 巴黎聖日耳曼   | 總計      | 總計     | 200  | 138  | 24       | 16       | 19       | 15       | 54     | 30     | 4    | 1    | 301  | 200  |
| 曼聯           | 2020–21   | 英超     | 26   | 10   | 3        | 0        | 1        | 1        | 9      | 6      | —    | —    | 39   | 17   |
| 生涯總計       | 生涯總計  | 生涯總計 | 464  | 269  | 46       | 28       | 20       | 16       | 90     | 55     | 5    | 2    | 625  | 370  |

Notes
1. ↑  於意大利超級盃出賽
2. 1 2 3 4  於法國超級盃出賽

### 國家隊
最後更新：2021年10月14日
| 國家隊 | 年分 | 出賽 | 進球 |
| ------ | ---- | ---- | ---- |
| 烏拉圭 | 2008 | 4    | 1    |
| 烏拉圭 | 2009 | 8    | 0    |
| 烏拉圭 | 2010 | 12   | 7    |
| 烏拉圭 | 2011 | 12   | 2    |
| 烏拉圭 | 2012 | 9    | 3    |
| 烏拉圭 | 2013 | 15   | 7    |
| 烏拉圭 | 2014 | 10   | 4    |
| 烏拉圭 | 2015 | 8    | 4    |
| 烏拉圭 | 2016 | 11   | 9    |
| 烏拉圭 | 2017 | 9    | 3    |
| 烏拉圭 | 2018 | 11   | 6    |
| 烏拉圭 | 2019 | 7    | 4    |
| 烏拉圭 | 2020 | 2    | 1    |
| 烏拉圭 | 2021 | 8    | 2    |
| 總計   | 總計 | 126  | 53   |

## 榮譽

### 球會
多瑙河
- 烏拉圭足球甲級聯賽冠軍 : 2006–07

 那不勒斯
- 意大利盃冠軍：2011–12賽季

 巴黎聖日耳曼
- 法国足球甲级联赛冠軍：2013–14、2014–15、2015–16、2017–18、2018–19、2019–20
- 法國盃冠軍：2014–15、2015–16、2016–17、2017–18、2019–20
- 法國聯賽盃冠軍：2013–14、2014–15、2015–16、2016–17、2017–18、2019–20
- 法國超級盃冠軍：2014、2015、2017、2019

曼聯
- 歐霸盃亞軍 : 2020–21

### 國家隊
烏拉圭國家隊
- 美洲盃足球賽冠軍：2011